# Gravillán
Gravillán es una variedad cultivar de manzano (Malus domestica). Esta manzana es originaria de Galicia, está cultivada en la colección de árboles frutales y banco de germoplasma de Mabegondo con el Nº 396; ejemplares procedentes de esquejes localizados en Barrio (Orense).

## Sinónimos
- "Manzana Gravillán",[5][6]
- "Maceira Gravillán".

## Características
El manzano de la variedad 'Gravillán' tiene un vigor elevado. Tamaño grande y porte erguido.
Época de inicio de brotación a partir del 17 de marzo y de floración a partir de 9 abril.
Las hojas tienen una longitud del limbo de tamaño medio, con la máxima anchura del limbo media. Longitud de las estípulas media y la máxima anchura de las estípulas es media. Denticulación del borde del limbo es serrado, con la forma del ápice del limbo mucronado y la forma de la base del limbo es redondeado. Con subestípulas ausentes.
Sus flores tienen una longitud de los pétalos media, anchura de los pétalos es media, disposición de los pétalos en contacto entre sí, con una longitud del pedúnculo larga.
La variedad de manzana 'Gravillán' tiene un fruto de tamaño grande, de forma plana-globosa, de color amarillo, con chapa de a rayas, e intensidad pálida. Epidermis de textura rugosa sin pruina en su superficie, y con presencia de cera nula. Sensibilidad al "russeting" (pardeamiento áspero superficial que presentan algunas variedades)  sensible. Con lenticelas de tamaño mediano.
Los sépalos están dispuestos parcialmente replegados, superpuestos en su base; fosa calicina poco profunda de una anchura estrecha. Pedúnculo de grosor estrecho y de longitud largo, siendo la cavidad peduncular profunda y de anchura media. Con pulpa de color amarilla-crema, de firmeza es firme y textura intermedia; su jugosidad es intermedia con sabor de acidez baja, y aromática.
Época de maduración y recolección a partir del 1 de octubre. 'Gravillán' es una manzana dedicada a la producción de sidra y se utiliza también como fruta de mesa.

## Susceptibilidades
- Oidio: ataque medio
- Moteado: no presenta
- Raíces aéreas: no presenta
- Momificado: no presenta
- Pulgón lanígero: no presenta
- Pulgón verde: ataque medio
- Araña roja: no presenta
- Chancro: no presenta[4]